# Neuilly-en-Dun
Neuilly-en-Dun ist eine französische Gemeinde mit 225 Einwohnern (Stand: 1. Januar 2022) im Département Cher in der Region Centre-Val de Loire; sie gehört zum Arrondissement Saint-Amand-Montrond und zum Kanton Dun-sur-Auron. 

## Geografie
Neuilly-en-Dun liegt etwa 47 Kilometer südöstlich von Bourges am Canal de Berry. Das Gemeindegebiet wird im Norden vom Flüsschen Sagonnin durchquert. Umgeben wird Neuilly-en-Dun von den Nachbargemeinden Givardon im Norden und Osten, Augy-sur-Aubois im Osten und Südosten, Saint-Aignan-des-Noyers im Südosten und Süden, Bessais-le-Fromental im Süden, Bannegon im Westen sowie Chaumont im Nordwesten.

## Bevölkerungsentwicklung
| Jahr                       | 1962 | 1968 | 1975 | 1982 | 1990 | 1999 | 2006 | 2019 |
| Einwohner                  | 396  | 397  | 383  | 338  | 277  | 258  | 296  | 219  |
| Quellen: Cassini und INSEE |      |      |      |      |      |      |      |      |

## Sehenswürdigkeiten
- Kirche Saint-Roch aus dem 12. Jahrhundert, Monument historique seit 1913
- Schloss Liénesse, seit 1971 Monument historique

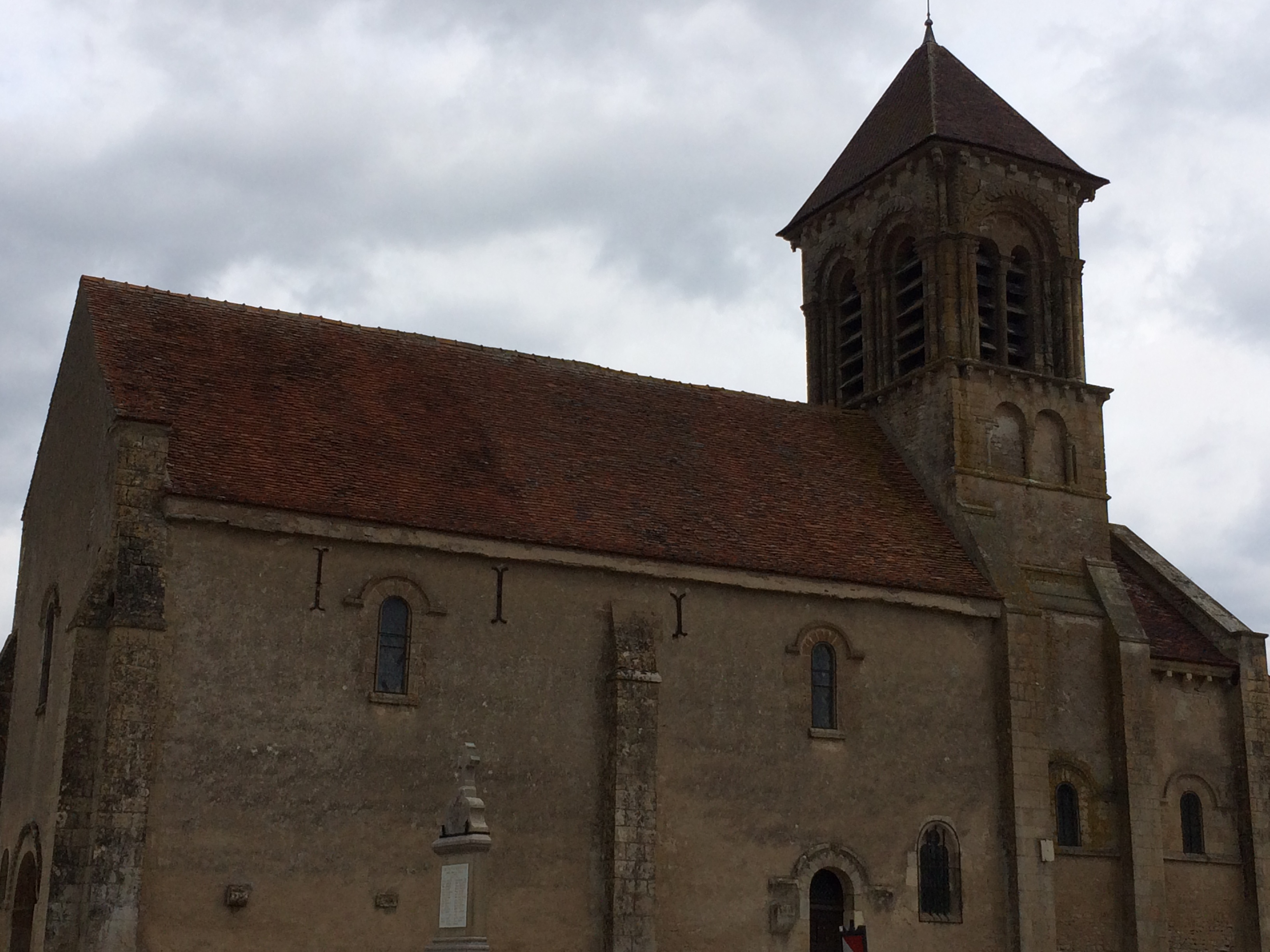
Kirche Saint-Roch